# به‌سوی غرب (ترانه)
«به سوی غرب» تک‌آهنگی از هنرمند اهل بریتانیا آنی لنکس است که در سال ۲۰۰۳ میلادی منتشر شد.
این ترانه که موسیقی متن فیلم ارباب حلقه‌ها: بازگشت پادشاه است در هفتاد و ششمین دوره جوایز اسکار جایزه اسکار بهترین ترانه بدست آورد.